# Jean-Christophe Ballot
Jean-Christophe Ballot est un photographe contemporain, né en 1960. Il poursuit depuis 1987 (premier portrait de ville) un chemin singulier dans le monde artistique, revendiquant et pratiquant une photographie contemplative,.

## Biographie
Jean-Christophe Ballot partage son temps entre la photographie et les films documentaires. Architecte DPLG (1986), diplômé de l'École nationale supérieure des arts décoratifs (1990), diplômé de La Femis et ancien pensionnaire de la Villa Médicis (1991), ses œuvres figurent dans les collections de nombreux musées : Metropolitan Museum of Art de New York, Musée du Louvre, Fonds national d'art contemporain, Centre Pompidou, Maison européenne de la photographie, Musée Carnavalet, Petit Palais, Musée Rodin, Festival de Chaumont-sur-Loire, Bibliothèque nationale de France, Musée de la photographie de Thessalonique, Musée national d'art contemporain de Thessalonique[source insuffisante]
Son regard contemplatif se porte aussi sur la statuaire qu’il traite comme des portraits, faisant œuvre sur l’œuvre en leur donnant vie.
Jean-Christophe Ballot a reçu en 2018 la distinction de Chevalier de l'ordre des arts et des lettres.

## Thématiques de l'œuvre

### Le paysage urbain
« Diplômé d'architecture, cinéaste et photographe, Ballot travaille à la chambre, ce qui l'oblige à s'installer davantage dans le décor. Il opte pour une frontalité qui privilégie la forme brute de l'architecture, et souligne ainsi le chaos des villes où les signes urbains se confrontent. Acteurs de la composition, les bâtiments sont les révélateurs de la théâtralité des lieux et de leur mémoire. »
En 1987, architecte DPLG et étudiant à l'École nationale supérieure des arts décoratifs dans le département photo, Jean-Christophe Ballot reçoit une bourse de l'Office franco-allemand pour la jeunesse afin de passer deux mois à Berlin. Il part avec une chambre Sinar de studio faire ses premiers paysages urbains. Ces photographies sont ensuite présentées au jury de la Villa Médicis et lui permettent de partir travailler sur Rome en 1991. Pendant dix-sept ans, les portraits de villes vont se poursuivre au fil des rencontres, des opportunités et des invitations, : Bratislava (1996), Burgos (1996), Casablanca (1999), Chicago, Gennevilliers, Lisbonne (1998), New York (2004), Ostrowiec, Paris (1993), Shanghai, Singapore (2002), Surabaya (1997), Zagreb (1995). C'est un long essai photographique dans une attitude documentaire loin de tout pittoresque, une recherche sur l'histoire et les changements des villes. « Jean-Christophe Ballot nous parle d'un état de civilisation, d'un mode de vie, d'une façon d'être, mieux que cent traités d'urbanisme, de sociologie et d'anthropologie réunis. Car ces habitations, comme tout ce qui constitue le paysage, sont des produits de l'homme, de son activité. Comme tels, ils constituent des signes, un ensemble de signes, la forme en creux de l'homme. »
En 2008, il présente une sélection de tous ses travaux à la Maison européenne de la photographie dans le cadre d'une exposition personnelle intitulée Urban Landscapes. Depuis il continue, toujours à la chambre 4' x 5' et en argentique, de photographier Berlin, Chicago, Los Angeles.
En 2011, il travaille sur le paysage urbain de Beyrouth et Damas (il est sans doute le dernier artiste français à avoir pu y travailler avant les événements).
En 2013, il réalise une longue campagne sur la ville de Thessalonique à l'invitation de l'Institut français, du musée de la photographie et de la mairie de Thessalonique. Ce travail est présenté à l'Institut français de Thessalonique, puis dans le cadre du Mois de la photo à Paris 2014
En 2015, sur une invitation de la Délégation de l'Union européenne, il travaille sur le patrimoine de la ville de Constantine en Algérie.
En 2017, sur une invitation de l'Institut français de Saint-Pétersbourg, il travaille sur le port et la ville de Kaliningrad.
En  2020 il réalise un cinquième portrait urbain de Berlin, puis pendant le premier confinement lié à la pandémie du Covid-19 au printemps 2020, il produit un travail sur les paysages urbains sur Paris confiné. Ce travail est réalisé dans un cadre légal, il est muni d’une carte de presse et d’une lettre de mission d’une agence de presse.
En 2022, trente deux ans après sa résidence à la villa Médicis comme pensionnaire, il porte un nouveau regard sur les paysages urbains de Rome à travers le prisme des questions patrimoniales et mémorielles et des problématiques environnementales et écologiques qui n’étaient pas de mise en 1991.

### Lieux de mémoire et de métamorphoses
En 1991, alors pensionnaire à la Villa Médicis, il parcourt la Rome antique, du Colisée à la Via Appia.
À partir de 1992, il photographie pendant plus de dix ans le chantier du musée du Louvre.
En 1998, la Bibliothèque nationale de France commande à Candida Höfer, Luc Boegly et Jean-Christophe Ballot un regard sur le déménagement des treize millions de livres du site Richelieu à la nouvelle bibliothèque François Mitterrand. Depuis Jean-Christophe Ballot suit pour la BnF, dès le temps zéro, toutes les évolutions du chantier du quadrilatère Richelieu.
En 1999, l'Institut français de Thessalonique lui propose une résidence parmi les moines du Mont Athos : « [Jean-Christophe Ballot] a voulu concilier, dans sa pratique photographique, la tradition catholique, où l'image est un vecteur de la connaissance, et celle de la tradition orthodoxe, où l'icône est la seule image qui offre l'accès au sacré. Par les différents niveaux de lecture possibles de son travail, il a également cherché à donner forme aux différentes étapes de la Révélation. Peut-être le photographe, lui aussi, s'est-il révélé à lui-même au cours de ce mois de retraite au mont Athos. »
En 2003, le groupe Renault autorise sept photographes dont Jean-Christophe Ballot à porter un regard sur les usines de l’île Seguin avant leur démolition. « L'architecture est le jeu savant, correcte et magnifique des volumes assemblés sous la lumière. Ce pourrait être une définition pertinente de son travail sur l'île Seguin et plus généralement de son approche de tout espace à construire visuellement, et de son questionnement sur la nature d'un "lieu". Il y a presque toujours chez lui une aspiration, une inspiration même, vers la clarté ; la recherche d'une bouche de lumière venant éclairer (sens et sensibilité) l'ensemble d'une composition. (...) Ce que Jean-Christophe Ballot a constitué n'appartient qu'à lui. D'autres figures étaient possibles et d'autres, qui sont passés aux mêmes endroits, ont vu différemment ou peut être n'ont pas vu. Cette différence, c'est la grâce et le talent. »
Entre 2012 et 2013, il photographie les six derniers mois d'activité de la plus vieille fonderie d'art en France, la Fonderie Susse, lieu occupé pendant tout le XXe siècle avant son déménagement. Il publie en 2014, un ouvrage Fonderie Susse, l'inventaire et le lieu.
Durant l'été 2015, il photographie le jardin des serres d'Auteuil à la demande des éditions Gallimard engagés dans la défense de ce patrimoine botanique.
En octobre 2022 les éditions de la Bibliothèque nationale de France publient « Richelieu la traversée » un regard poétique sur les dix années du chantier, « un frisson des choses qui s’enfuient ».
Depuis les rituels funéraires en pays Toraja photographiés en 2003 et exposés à l’abbaye du Thoronet en 2017, il réalise de nombreuses Vanités en résidence au monastère de Saorges, dans les sites archéologiques en Grèce, à la Cité de l’Architecture, dans des paysages divers au gré de ses voyages. Il expose à Loo & Lou galery « L’éternité et un jour ». Les Vanités est un travail en perpétuel devenir.

### La statuaire
En 1991, alors pensionnaire à la Villa Médicis, il photographie les sites antiques et les musées romains. De retour en France, il entame une collaboration avec le musée du Louvre dont il suit le chantier de 1992 à 2002. Il expose au Louvre dans la salle des maquettes en 2003 et publie quatre ouvrages : Le Grand Louvre, Le Louvre en métamorphose, Le Louvre transfiguré et La Vie secrète du Louvre. Les statues parcourent ses images, ses livres... « Jean-Christophe Ballot aime le Louvre. Il le prouve par la manière nourrie par ses expériences romaines, dont il détaille les statues, les reliefs, en exprime la texture par la vérité physique (…) la façon dont il prend possession de l'espace. Comment ne pas citer aussi l'inévitable Piranèse lorsqu'on admire la manière dont le photographe module les noirs d'un grillage et d'un échafaudage voilé ou dont il grave une perspective des murs et de colonnes réticulées qu'articulent l'ombre et la lumière ? Ballot sait ordonner le hasard et déranger ce qui sans lui serait trop ordonné. » Michel Laclotte, Le Louvre en métamorphose, Paris, éditions Créaphis, 1994, p. 8.
En 2003, la Fondation Royaumont lui commande une exposition et le livre Polyphonies sur les lieux où est né le chant polyphonique à partir du XIIe siècle, un regard sur l'art roman et gothique, l'architecture et la statuaire dans le nord de la France.
En 2004, le musée de La Garenne Lemot lui confie la réalisation d'une exposition et d'un livre Diane un mythe contemporain. Il entreprend une campagne photographique à la Galerie des Offices de Florence, au palais royal de Caserte, à la Villa d'Este de Tivoli, au château de Versailles, au musée du Louvre et à la Villa Médicis.
En 2006, la revue AD lui demande une vision d'un Louvre inspiré du livre Da Vinci Code qui sort en film cette année-là.
En 2009, pour une exposition au Loyola University Museum of Art de Chicago, les musées Rodin, Zadkine, Bourdelle, le Petit Palais et l'Art Institute of Chicago lui ouvrent leurs portes.
En 2013, Jean-Christophe Ballot effectue une nouvelle série au Louvre sur une proposition de Madame Geneviève Bresc-Bautier, directrice du département des sculptures du musée du Louvre. Elle lui propose de porter un regard sur le travail de moulage réalisé sur le Persée et Andromède de Pierre Puget.
En 2014, le Centre des monuments nationaux lui demande un regard sur les gisants et les orants de la basilique Saint-Denis. Ce travail donne lieu à l'édition d'un portfolio et à la production d'une exposition présentée à l'église des Billette à Paris, au château de Gordes et à l'académie royale de Liège en 2015. La même année, la revue Mirabilia lui commande un portfolio sur le thème du miroir. Il réalise alors une série ethnographique à partir de couples de statuettes d'Asie, du Proche-Orient, d'Europe, du Brésil...
En 2019, le Petit Palais lui propose de porter un regard sur le redéploiement des collections de sculptures dans la galerie nord du palais. Un important fonds est ensuite rentré dans les collections. La même année le musée Guimet lui propose une carte blanche pour photographier les représentations de Bouddha dans ses collections.
En octobre 2022 les éditions Diane de Selliers publient « L’épopée de Gilgamesh ». Pour ce livre il réalise des prises de vues dans les collections des musées du Louvre, du British Museum, du Pergamon Museum, du musée de Bagdad et dans les sites archéologiques en Irak de Babylone, Our, Ourouck, Nippour, Borsippa et Chebaich (les marais).

### Le paysage naturel
« À la recherche de l'universel et de l'intemporel dans les paysages qu'il observe et dont il nous transmet le reflet, Jean-Christophe Ballot se réfère à la peinture. Ses images ont la profondeur et la densité d'un tableau sans âge. Ses photographies, contemplatives, sont en quête d'un temps suspendu. »

— Texte de présentation de l'exposition au domaine de Chaumont-sur-Loire en 2015
En 1993, commande du Conservatoire du littoral sur le site de l'abbaye de Beauport. L'abbaye sera le sujet de plusieurs publications,.
En 1995, il photographie à la chambre 4x5 en noir et blanc le chemin de Compostelle, parcourant 1700 km à bicyclette de l'abbaye de Vézelay jusqu'à Saint-Jacques de Compostelle. Ces photographies associées à son journal de voyage, feront l'objet d'un documentaire.
De 1997 à 2016, mise en place et suivi de six reconductions d'un observatoire photographique sur le Parc naturel régional d'Armorique.
De 1999 à 2000, commande d'un travail et d'un livre sur les paysages lors des crues de la Loire, par l'artothèque et le nouveau théâtre d'Angers.
En 2002, le CAUE de la Charente-Maritime commande un travail sur le bassin ostréicole de Marennes-Oléron.
En 2004, « il entreprend un grand périple d'observateur autour de l'Australie, s'intéressant aussi aux grandes terres rouges du centre qu'aux déserts et forêts primaires de ce vaste pays ; il s'est attaché à restituer la puissance minérale et végétale de cette nature primitive. On retrouve bien, à travers ses images, sa manière picturale qui évoque, de façon également réussie, l'estampe japonaise ou l'abstraction minimaliste. La photographie devient le prétexte d'une méditation zen, d'un silence intérieur dans lequel le corps se dissout. »
En 2009, le Grand Site Sainte-Victoire lui organise une résidence pour photographier la montagne Sainte-Victoire. Il photographie pendant un an la montagne de Cézanne. Il publie Les Trente-Six Vues de la Sainte-Victoire aux éditions Gallimard, et une exposition circule dans la région d'Aix-en-Provence avant d'être présentée dans le cadre du Mois de la photo à Paris 2010.
De 2012 à 2013, dans le cadre du Grand Paris, il réalise un état des lieux du futur port de Paris à la confluence de la Seine et de l'Oise.
En 2013, il met en place un nouvel observatoire photographique des Gorges de l'Ardèche.
En 2015, les éditions Gallimard lui commandent un regard sur les serres d'Auteuil qui est publié dans la collection Alternatives.